# Artéria pulmonar
As artérias pulmonares são os vasos sanguíneos que, partindo do coração, em particular do ventrículo direito, alcançam os pulmões, penetrando no hilo pulmonar e se ramificando junto aos brônquios. São as únicas artérias (além das artérias umbilicais) que transportam sangue pobre em oxigénio e rico em dióxido de carbono (sangue venoso).
No coração humano, o tronco da artéria pulmonar começa na base do ventrículo direito do coração. Ele é pequeno e largo - aproximadamente 5 cm de comprimento e 3 cm de diâmetro. Ele se ramifica em duas artérias pulmonares (esquerda e direita), que levam sangue pobre em oxigênio para o pulmão correspondente.

## Papel na doença
A hipertensão pulmonar ocorre sozinha e como uma conseqüência de várias doenças de pulmão. Ela pode ser consequência de um doença cardíaca como também uma causa (falha do ventrículo direito do coração); isso também ocorre como uma conseqüência de embolismo pulmonar e escleroderma. É caracterizado pela redução à tolerância de exercícios físicos. Formas severas, geralmente, tem um prognóstico sombrio.
elas tem ligaçao direta com o coraçao e nelas existe valvulas e musculos

## Tronco pulmonar
O tronco da artéria pulmonar é a origem da Pequena circulação|circulação pulmonar. Se origina do ventrículo direito do coração, de quem recebe o (sangue venoso) que deve ser dirigido aos (pulmões) para oxigenação. Se divide em dois ramos, a arteria pulmonar esquerda e a artéria pulmonar direita.

## Imagens adicionais

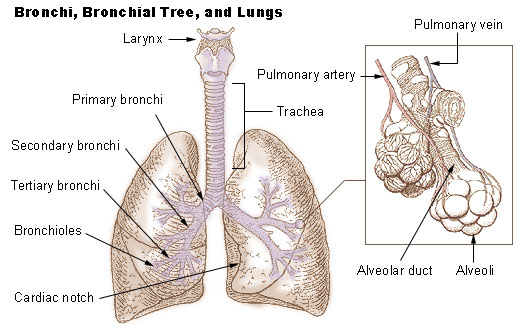
Brônquio, árvore brônquica e pulmões
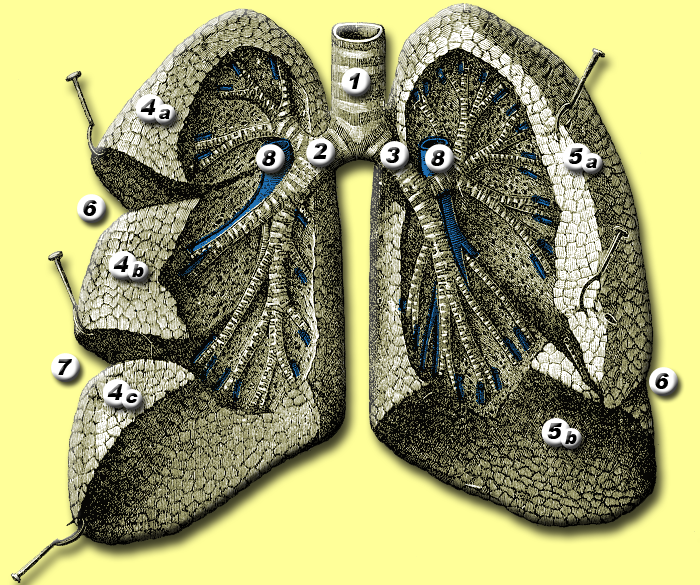
Anatomia dos pulmões
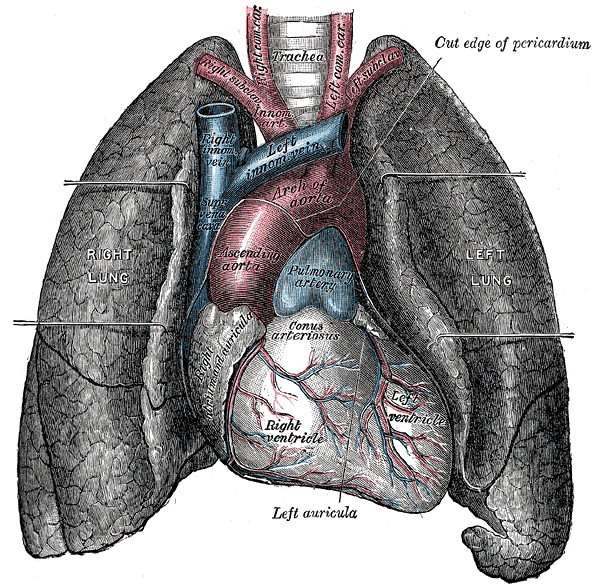
Vista frontal do coração e pulmões
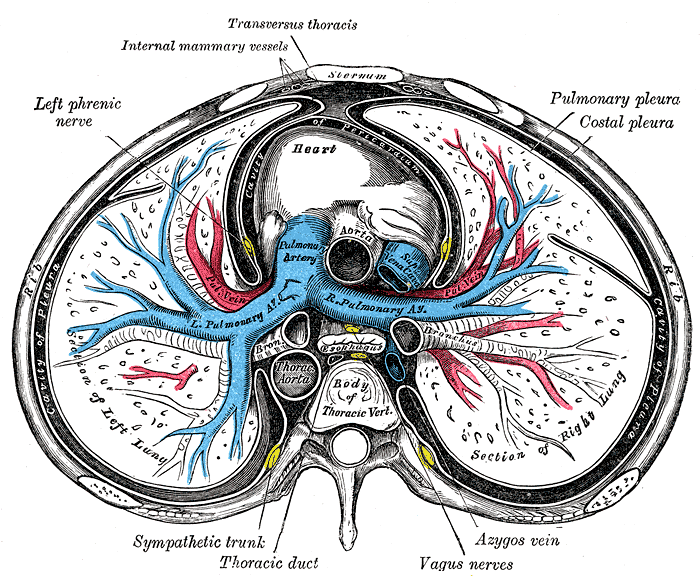
Secção transversal do tórax, mostrando relações da artéria pulmonar
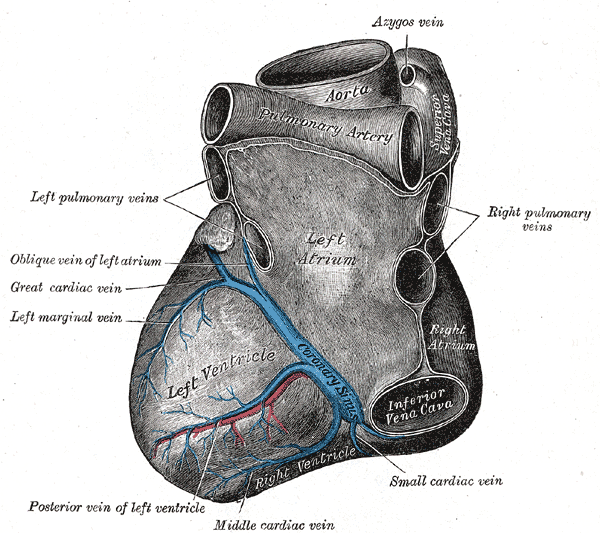
Base e superfície diafragmática do coração